# Crkva Uznesenja Blažene Djevice Marije u Dračevu
Crkva Uznesenja Blažene Djevice Marije je katolička župna crkva u Dračevu u Bosni i Hercegovini.

## Povijest
Župna crkva Uznesenja Blažene Djevice Marije građena je prema nacrtu fra Pija Nuića, od 1967. do 1970. godine. Blagoslovljena je 13. rujna 1970. godine. U povodu 50. godišnjice izgradnje i blagoslova crkve, 14. kolovoza 2020., crkvu je posvetio mjesni biskup Ratko Perić. U oltar su tada ugrađene moći rimskih mučenika sv. Krescencija i Maksima koje je 9. studenog 1955. darovao splitsko-makarski nadbiskup Frane Franić.

### Opis
Za vrijeme župnika don Joze Ančića (1988. – 1991.) promijenjena je krovna konstrukcija župne crkve te je postavljen krov od bakrenog lima te preuređen zvonik. Godine 1995. župna crkva je doživjela potpunu unutarnju obnovu. Crkva je tada urešena brojnim vrijednim umjetničkih slikama, reljefima i mozaicima poznatih hrvatskih slikara i kipara: Zlatko Šulentić, Blaženka Salavarda, Franjo Dolenec, Šime Vulas, Josip Poljan i drugi. Godine 2019. preuređen je zvonik te postavljen sat sa sve četiri strane.
Od 2020. do 2022. crkva je ponovo upotpunosti obnovljena. S desne strane oltara izrađen je tabernakul koji je udubljen u zid crkve u obliku hostije, a iznad njega na površini zida izrađen je lik bl. Alojzija Stepinca s narodom. Iznad oltara ugrađena je skulptura lebdeće Gospe na nebo uznesene, zaštitnice župe Dračevo.

## Poveznice
- Dračevo
- Trebinjsko-mrkanska biskupija

### Mrežna sjedišta
- Župna crkva. Pristupljeno 9. travnja 2023.